# Guillaume Canet
Guillaume Canet (* 10. dubna 1973 Boulogne-Billancourt) je francouzský herec a filmový režisér.

## Život
Guillaume Canet se narodil 10. dubna 1973 v Boulogne-Billancourt. 1. září 2001 se oženil s německou herečkou Diane Krugerovou, se kterou se později zase rozvedl. Dne 19. května 2011 se mu narodil syn Marcel, kterého mu porodila manželka Marion Cotillard.
Mezinárodní věhlas mu přinesla role Étienna v dnes již kultovním filmu Dannyho Boylea Pláž (The Beach) z roku 2000, v němž si zahrál po boku svého slavnějšího amerického kolegy Leonarda DiCapria.
Za svůj snímek Nikomu to neříkej (Ne le dis à personne) byl v roce 2007 oceněn prestižním filmovým oceněním César za nejlepší režii. Film byl natočen podle románu Harlana Cobena a hlavní roli v něm ztvárnil François Cluzet.

## Filmografie

### Herecká filmografie
| Rok  | Název filmu                               | Role                   |
| ---- | ----------------------------------------- | ---------------------- |
| 1997 | Barracuda                                 | Luc                    |
| 1998 | Divokost v srdci                          | Vincent Mazet          |
| 1998 | Všichni, kdo mě mají rádi, pojedou vlakem | autostopař             |
| 1998 | Sentimental Education                     | Guy                    |
| 1999 | Je règle mon pas sur le pas de mon père   | záchranář              |
| 2000 | Pláž                                      | Étienne                |
| 2000 | Věrnost                                   | Némo                   |
| 2000 | The Day the Ponies Come Back              | Daniel Moulin          |
| 2001 | Fantom Paříže                             | Étienne Boisset        |
| 2001 | Les morsures de l'aube                    | Antoine                |
| 2002 | Bratrstvo bojovníků                       | Arnaud                 |
| 2002 | Mille millièmes, fantaisie immobilière    | Josselin               |
| 2002 | Jak řeknete, pane                         | Bastien                |
| 2003 | Vadí nevadí                               | Julien Janvier         |
| 2003 | Les Clefs de bagnole                      | herec                  |
| 2004 | Narko                                     | Gus                    |
| 2005 | Peklo                                     | Sébastien              |
| 2005 | Šťastné a Veselé                          | Audebert               |
| 2006 | Nikomu to neříkej                         | Philippe Neuville      |
| 2006 | Jízdenka do vesmíru                       | Yonis / Bernard Guérin |
| 2007 | Prostě spolu                              | Franck Lestafier       |
| 2007 | Darling                                   | Joël Epine zvaný Roméo |
| 2007 | La Clef                                   | Éric Vincent           |
| 2008 | Krevní pouta                              | François               |
| 2009 | Krycí jméno: Farewell                     | Pierre Froment         |
| 2009 | Le Dernier vol                            | Antoine                |
| 2009 | Špion(i)                                  | Vincent                |
| 2010 | Last Night                                | Alex Mann              |
| 2011 | Knoflíková válka                          | Paul                   |
| 2012 | Nevěrníci                                 | Thibault               |
| 2012 | Une vie meilleure                         | Yann                   |
| 2013 | Jappeloup                                 | Pierre Durand          |
| 2013 | En solitaire                              | Frank Drevil           |
| 2014 | Příště budu mířit na srdce                | Franck Neuhart         |
| 2014 | Neodolatelný muž                          | Maurice Agnelet        |
| 2015 | The Program: Pád legendy                  | Michele Ferrari        |
| 2016 | Cézanne a já                              | Émile Zola             |
| 2016 | The Siege of Jadotville                   | René Faulques          |
| 2016 | Le Secret des banquises                   | Quignard               |
| 2017 | Rock’n Roll                               | hrál sám sebe          |
| 2017 | Můj syn                                   | Julien Perrin          |
| 2018 | Non-Fiction                               | Alain                  |
| 2018 | Podnik na Pigalle                         | Franck / Martin        |
| 2018 | Utop se, nebo plav                        | Laurent                |
| 2019 | Tenkrát podruhé                           | Antoine                |
| 2019 | Au nom de la terre                        | Pierre                 |
| 2023 | Asterix a Obelix: Říše středu             | Popcornix              |

### Režijní filmografie
- Nikomu to neříkej (Ne le dis à personne, 2006)
- Mon idole (2002)
- Scénarios sur la drogue (2000)
- J'peux pas dormir… (2000)
- Scénarios sur la drogue: Avalanche (2000)
- Je taim (1998)
- Sans regrets (1996)
- Asterix a Obelix: Říše středu (2023)